# Tillington (Staffordshire)
Tillington – osada w Anglii, w Staffordshire. W 1911 roku civil parish liczyła 1450 mieszkańców. Tillington jest wspomniana w Domesday Book (1086) jako Tillintone.